# RTCA
RTCA(Radio Technical Commission for Aeronautics)는 항공 규격을 생성하는 단체이다. RTCA는 비영리법인으로 항공기와 항공기 전자 시스템과 관련된 기술과 과학을 발전시켜 공익을 증진시키기 위한 목적으로 설립되었다. 보통 미국 연방 항공국, 업체 연구 자료, 모의, 비행시험, 평가 자료 등을 모아서 RTCA가 MOPS를 작성하도록 한다.

## 규격
- DO-178B
- DO-254
- DO-297
- DO-248B

## 같이 보기
- 분류:RTCA 규격